# Sigurd Björling

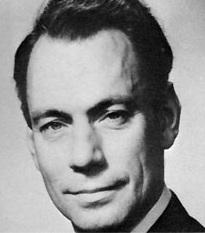
Sigurd Björling (um 1950)

Carl Sigurd Björling (2. November 1907 in Stockholm – 8. April 1983 in Helsingborg) war ein schwedischer Opernsänger der Stimmlage Bassbariton.

## Leben
Björling nahm zwischen 1928 und 1930 Gesangsunterricht bei Louis Condé. Von 1933 bis 1934 studierte er an der Königlich Schwedischen Musikakademie in Stockholm, danach bis 1936 an der Opernhochschule ebendort. Zu seinen Lehrern zählten Torsten Lennartsson und John Forsell.
Er debütierte 1935 als Alfio in Cavalleria rusticana an der Königlichen Oper von Stockholm und blieb Ensemblemitglied bis 1961. Schwerpunkte seines Repertoires waren einerseits Mozart-Partien, beispielsweise Figaro-Graf, Don Giovanni, Don Alfonso und Sprecher, andererseits Wagner-Rollen, darunter Telramund, Wotan und Wanderer, Kurwenal, Hans Sachs und Amfortas. Weiters übernahm er eine Reihe von Bösewichten und Charakterrollen im italienischen, französischen und deutschen Fach, darunter Don Pizzaro in Fidelio, der Hohepriester in Samson et Dalila, Ramfis in Aida und Jago in Otello, Scarpia in Tosca, Tonio in Pagliacci und Jochanaan in Salome. 1942 verkörperte er die Titelrolle in der schwedischen Oper Arnljot von Wilhelm Peterson-Berger. Er wurde bereits während der Kriegsjahre zu Gastspielen eingeladen. Beispielsweise sang er 1942 und 1943 mehrfach an der Wiener Staatsoper. Er debütierte in Wien als Friedrich von Telramund in Lohengrin, sang aber 1942 auch einmal den Scarpia und 1943 einmal den Tonio.
1946 wurde er zum Schwedischen Hofsänger ernannt. In den Nachkriegsjahren wurde er zu zahlreichen Gastspielen eingeladen, beispielsweise an der Scala in Mailand, am Royal Opera House Covent Garden in London, in Berlin, Brüssel, München, Neapel, Paris und Rom sowie erneut in Wien. Am 3. Oktober 1950 debütierte er in den USA, und zwar als Kurwenal an der San Francisco Opera. Oft trat er, auch im Ausland, gemeinsam mit schwedischen Kollegen auf, beispielsweise mit Jussi Björling, Nicolai Gedda, Berit Lindholm oder mit Birgit Nilsson. 1951 war er bei den ersten Bayreuther Festspielen nach dem Zweiten Weltkrieg als Wotan und Wanderer im Ring des Nibelungen verpflichtet. Am 15. November 1952 debütierte er an der Metropolitan Opera in New York und blieb dort für die ganze Spielzeit. 1974 nahm er seinen Abschied von der Bühne.
1979 stand er für den Film Kejsaren [Der Kaiser] von Jösta Hagelbäck vor der Kamera.
Die Schauspielerin Renée Björling war seine Halbschwester. Er war zweimal verheiratet, ab 1937 mit der isländischen Radiomoderatorin Sigrún Ögmundsdóttir (1911–2008), ab 1949 mit der dänischen Sopranistin Edith Oldrup (1912–1999). Mit seiner zweiten Ehefrau ließ er sich 1960 in Helsingborg nieder. Beide sind dort gestorben, sie teilen sich ein Grab.

## Aufnahmen
Erste Aufnahmen erfolgten 1942 für Telefunken. In den 1950er Jahren war er an mehreren Gesamtaufnahmen und Querschnitten von Wagner-Opern beteiligt.
Opern von Richard Wagner
- Der fliegende Holländer, drei Szenen. Mit Leonie Rysanek als Senta, mit dem Philharmonia Orchestra. Dirigent: Wilhelm Schüchter. Columbia 1952
- Das Rheingold, Aufnahme aus dem Jahre 1951. Mit dem Bayreuther Festspielorchester, Ira Malaniuk, Werner Faulhaber, Wolfgang Windgassen, Walter Fritz, Paula Brīvkalne, Ludwig Weber, Friedrich Dalberg, Heinrich Pflanzl, Paul Kuen, Ruth Siewert, Elisabeth Schwarzkopf, Lore Wissmann und Hertha Töpper. Dirigent: Herbert von Karajan. Melodram 1981
- Die Walküre, Dritter Aufzug. Mit Astrid Varnay als Brünnhilde, mit dem Bayreuther Festspielorchester. Dirigent: Herbert von Karajan. Columbia Masterworks 1951
- Siegfried. Mit Bernd Aldenhoff, Astrid Varnay, Paul Kuen, Heinrich Pflanzl, Wilma Lipp, Ruth Siewert und dem Bayreuther Festspielorchester. Dirigent: Herbert von Karajan. Foyer Live Recording 1978
- Tristan und Isolde. Mit Max Lorenz, Gertrude Grob-Prandl, Elsa Cavelti, Sven Nilsson, Orchester und Chor des Teatro alla Scala, Milano. Dirigent: Victor de Sabata. Petra 1978
- Parsifal, Zweiter Aufzug. Mit Kirsten Flagstad, Franz Lechleitner, Ludwig Weber, Otakar Kraus, dem Royal Philharmonic Orchestra und dem Chor des Royal Opera House Covent Garden. Live-Mitschnitt der BBC aus Covent Garden vom 22. Juni 1951. Legato Classics 1989 (The Golden Age of Opera)

Compilations
- Sånger & Romanser, Telestar 1974
- Birgit Nilsson und Sigurd Björling singen Verdi und Wagner, mit Brita Hertzberg. Melodram 1983
- Edition Wiener Staatsoper Live Vol. 4. Kosch Schwann 1994
- The Swedish Wagner tradition 1956-1959, Auszüge aus Tannhäuser, Siegfried und Parsifal. Caprice 2007
- Verismo at the Royal Swedish Opera 1952-1962. Caprice 2008
- Sigurd Björling, Baritone. Bluebell of Sweden 2008
- Große Wagnerszenen von Rysanek, Björling, Nilsson und Flagstad. Preiser Records 90676